# Elendilmir
Elendilmir (que significa ‘joya de Elendil’ en quenya), es el nombre que recibe un objeto ficticio del legendarium del escritor J. R. R. Tolkien. Se trata de una joya formada por una gema blanca que se sujetaba a la frente con un aro de mithril y que el Rey Elendil escogió como símbolo de la realeza de Arnor. 
La Elendilmir fue llamada también «Estrella de Elendil», «Estrella de los Dúnedain» y «Estrella del Norte». 

## Historia
Al morir Elendil, su hijo Isildur dejó el Reino de Gondor en manos de su sobrino Meneldil y él se convirtió en Rey de Arnor, recibiendo así la Elendilmir. Se dice de ella que su luz era inmune a la invisibilidad que daba el Anillo Único y que por ello, durante el ataque por parte de los Orcos en los Campos Gladios sobre las tropas de Isildur, éste tuvo que cubrirse la cabeza con la capucha para poder escapar cuando era perseguido. Al ser asesinado Isildur mientras huía nadando por el Anduin, la Elendilmir fue arrastrada por la corriente del río y se perdió. 
Los orfebres de Rivendel hicieron una igual para Valandil, el hijo menor de Isildur, y aunque esta nueva no tenía el mismo poder que la anterior, los reyes de Arnor y de Arthedain y más tarde los capitanes de los dúnedain del Norte continuaron llevándola hasta el rey Elessar. Tras la Guerra del Anillo, éste encontró en la Torre de Orthanc la Elendilmir original, que había sido recuperada por Saruman cuando registraba el Anduin en busca del Anillo Único. 
En el año 16 C. E., el Rey Elessar le concedió al hobbit Samsagaz Gamyi la segunda Elendilmir y él conservó la original.

## Origen
El origen de la Elendilmir se remonta a finales del primer milenio de la Segunda Edad del Sol, cuando en el Reino de Númenor, la Reina Erendis engarzó una gema blanca en una redecilla de plata y se la dio a su marido, Tar-Aldarion, que a partir de entonces la llevó puesta, dando así comienzo a la costumbre de que los reyes y las reinas llevaran una joya blanca sobre la frente y no una corona.